# Meg LeFauve
Meg LeFauve é uma produtora e roteirista estadunidense. Ela foi indicada ao Prémios Emmy do Primetime em 1999 pela produção de The Baby Dance; em 2002, também produziu a obra The Dangerous Lives of Altar Boys, a qual ganhou muita repercussão. LeFauve é conhecida principalmente por roteiros para a Pixar, a exemplo os filmes Inside Out e The Good Dinosaur. Atualmente, ela trabalhou no filme Captain Marvel, com Nicole Perlman. E foi promovida de roteirista a também co-diretora de Gigantic, animação da Disney para 2018.